# Українське культурно-освітнє товариство імені Івана Франка
Українське культурно-освітнє товариство імені Івана Франка — громадська організація українців в Уругваї. Товариство створене у 1935 році внаслідок розколу в Українському робітничому союзі імені Тараса Шевченка.